# 月乃
月乃（つきの、1973年10月29日 - ）は、京都府出身のファッションモデル、タレント。
ミシェルエンターテイメント所属（以前はエリートジャパン（現・ネイムマネジメント）に所属していた）。

## 来歴
京都府舞鶴市生まれ。立命館大学文学部卒業。両親は銀行員。2歳下の妹がいる。
大学2年の頃にエリートジャパンに入り、大阪を中心にモデル活動を行っていたが24歳で上京。オーディションを受けるも落選続きでモデル業を一旦断念。結婚して主婦業に専念していたが、30歳でモデル業を再開する。
2004年6月には、自ら主宰したモデル&ビューティースクール「sen-se」（センス）を設立。東京の他、大阪、神戸、名古屋、岡山にもレッスン場を持つ。
2009年に東京コレクションに36歳で出演。そこに至るまでの半生が漫画『バラ色の聖戦』（作：こやまゆかり、講談社刊）で描かれ、2011年にテレビドラマ化。自身も同作に出演した。2016年現在で7冊の著書を刊行している。

## 主な活動

### モデル
- 2009年東京コレクション「PHIBERY」
- 2010年東京コレクション「Aria Company」

### テレビドラマ
- バラ色の聖戦 最終話（2011年10月9日、テレビ朝日） - モデル役

### テレビバラエティ
- おしゃれイズム（2011年11月7日、日本テレビ）
- BeauTV〜VoCE（2013年5月24日/2016年8月19日、テレビ朝日）

### テレビＣＭ
- ソフィーナボーテ（2011年夏、花王）

### 書籍
- 見た目年齢25歳になる魔法（有峰書店新社|2010年5月24日 発行）ISBN 978-4870452350
- 美人養成専門学校 48の教え（サンマーク出版|2013年2月18日 発行） ISBN 978-4763132758
- ますますキレイになる人 どんどんブサイクになる人（大和書房|2014年3月20日 発行） ISBN 978-4479782803
- 35歳からの「オトナ美人」の極意（大和出版|2014年6月14日 発行） ISBN 978-4804704814
- こうしてあなたは美人と呼ばれる（KADOKAWA|2015年1月23日 発行） ISBN 978-4046005434
- キレイになり続ける人 ブサイクが止まらない人（大和書房|2015年6月18日 発行） ISBN 978-4479783237
- あっ、モデルかな?と思ったら私だった（ダイヤモンド社|2016年3月4日 発行） ISBN 978-4478069042